# سوزان ساراندون
سوزان ساراندون (به انگلیسی: Susan Sarandon) (زاده ۴ اکتبر ۱۹۴۶) هنرپیشه آمریکایی است. سوزان ساراندون تاکنون ۵ بار نامزد جایزه اسکار شده که چهار نامزدی او بین سال های ۱۹۹۲ تا ۱۹۹۵ متوالی بودند،او در آخرین نامزدی‌اش تاکنون، در سال ۱۹۹۵ برای فیلم راه رفتن مرد مرده موفق شد جایزه اسکار نقش اول زن را ازآن خود کند.

## زندگی
سوزان آبیگل تاملین (به انگلیسی: Susan Abigail Tomalin) در ۴ اکتبر ۱۹۴۶ در نیویورک زاده شد. بین سال‌های ۱۹۶۴ تا ۱۹۶۸ در دانشگاه کاتولیک آمریکا تحصیل نمود

## زندگی خصوصی
در سال ۱۹۶۷ با کریس ساراندون ازدواج نمود و در سال ۱۹۷۹ از وی جدا شد. ساراندون در سال ۱۹۸۶ با تیم رابینز وارد رابطه شد و در سال ۲۰۰۹ از وی نیز جدا شد.

## جایزه‌ها و افتخارات
- جایزه اسکار بهترین بازیگر نقش اول زن (۱۹۹۵)
- نامزد جایزه اسکار بهترین بازیگر نقش اول زن (۱۹۹۴) برای فیلم موکل
- نامزد جایزه گلدن گلوب بهترین بازیگر زن فیلم درام (۱۹۹۱)
- نامزد دریافت بفتای بهترین بازیگر نقش اول زن برای فیلم تلما و لوییز
- نامزد جایزه گلدن گلوب بهترین بازیگر نقش مکمل زن (۲۰۰۲)
- نامزد جایزه گلدن گلوب بهترین بازیگر زن فیلم درام (۱۹۹۰)
- نامزد جایزه گلدن گلوب بهترین بازیگر زن فیلم درام (۱۹۹۲)
- نامزد جایزه گلدن گلوب بهترین بازیگر زن فیلم موزیکال یا کمدی (۱۹۸۸)
- عملکرد فوق‌العاده توسط یک بازیگر نقش اول زن در نقش اصلی (۱۹۹۵)
- نامزد عملکرد فوق‌العاده توسط یک بازیگر نقش اول زن در نقش اصلی (۱۹۹۴) برای فیلم موکل
- جایزه انجمن منتقدان فیلم سن دیگو (۱۹۹۸)
- جایزه بفتای بهترین بازیگر نقش اول زن (۱۹۹۴)
- جایزه انجمن بازیگران فیلم برای بهترین بازیگر نقش اول زن (۱۹۹۵)
- جایزه حلقه منتقدان فیلم لندن برای بازیگر زن سال (۱۹۹۱)
- برنده بفتای بهترین بازیگر نقش اول زن برای فیلم موکل در سال ۱۹۹۴

## بخشی از فیلم‌شناسی
فهرست برخی از فیلم‌هایی که سوزان ساراندون در آن‌ها به ایفای نقش پرداخته‌است:
- جو (۱۹۷۰)
- شاگرد (۱۹۷۱)
- بانوی آزادی (۱۹۷۱)
- صفحه اول (۱۹۷۴)
- فیلم راکی هارور (۱۹۷۵)
- والدو پپر بزرگ (۱۹۷۵)
- یک عشق تابستانی (۱۹۷۶)
- سد معبر بزرگ دودی (۱۹۷۷)
- آن سوی نیمه شب (۱۹۷۷)
- بچه خوشگل (۱۹۷۸)
- پادشاه کولی‌ها (۱۹۷۸)
- چیزی کوتاه از بهشت (۱۹۷۹)
- شهر آتلانتیک (۱۹۸۰)
- زوج‌های عاشق (۱۹۸۰)
- طوفان (۱۹۸۲)
- گرسنگی (۱۹۸۳)
- آکسبریج بلوز (۱۹۸۴)
- سیستم دوستی (۱۹۸۴)
- موسولینی و من (۱۹۸۵)
- مواضع سازشکارانه (۱۹۸۵)
- جادوگران ایست‌ویک (۱۹۸۷)
- بول دورهام (۱۹۸۸)
- رقص قلبهای مهربان (۱۹۸۸)
- مرد ژانویه (۱۹۸۹)
- فصل سفید خشک (۱۹۸۹)
- قصر سفید (۱۹۹۰)
- تلما و لوییز (۱۹۹۱)
- روغن لورنزو (۱۹۹۲)
- باب رابرتس (۱۹۹۲)
- بازیگر (۱۹۹۲)
- خواب سبک (۱۹۹۲)
- زنان کوچک (۱۹۹۴)
- موکل (۱۹۹۴)
- گذرگاه امن (۱۹۹۴)
- راه رفتن مرد مرده (۱۹۹۵)
- جیمز و هلوی غول‌پیکر (۱۹۹۶)
- گرگ‌ومیش (۱۹۹۸)
- نامادری (۱۹۹۸)
- گهواره خواهد جنبید (۱۹۹۹)
- ایلومیناتا (۱۹۹۹)
- هر جا غیر اینجا (۱۹۹۹)
- راز جو گولد (۲۰۰۰)
- گربه‌ها و سگ‌ها (۲۰۰۱)
- مسیر مهتابی (۲۰۰۲)
- ایگبی به پایین می‌رود (۲۰۰۲)
- خواهران بنگر (۲۰۰۲)
- فرزندان تلماسه فرانک هربرت (۲۰۰۳)
- مایل هستید برقصیم؟ (۲۰۰۴)
- نوئل (۲۰۰۴)
- جیمینی گلیک در لالاوود (۲۰۰۴)
- الفی (۲۰۰۴)
- الیزابت‌تاون (۲۰۰۵)
- عشق و سیگار (۲۰۰۵)
- غیرقابل مقاومت (۲۰۰۶)
- در دره الاه (۲۰۰۷)
- افسون‌زده (۲۰۰۷)
- آقای وودکاک (۲۰۰۷)
- حساب هیجانی (۲۰۰۷)
- مسابقه سرعت (۲۰۰۸)
- برگ‌های علف (۲۰۰۹)
- بزرگ‌ترین (۲۰۰۹)
- مرد منزوی (۲۰۰۹)
- استخوان‌های دوست‌داشتنی (۲۰۰۹)
- طاووس (۲۰۱۰)
- وال استریت: پول هرگز نمی‌خوابد (۲۰۱۰)
- تو جک را نمی‌شناسی (۲۰۱۰)
- اطلس ابر (۲۰۱۲)
- آربیتراژ (۲۰۱۲)
- جف،کسی که در خانه زندگی می‌کند (۲۰۱۲)
- اون پسر منه (۲۰۱۲)
- ربات و فرانک (۲۰۱۲)
- شراکتی که نگاه می‌داری (۲۰۱۲)
- خبرچین (۲۰۱۳)
- عروسی بزرگ (۲۰۱۳)
- روزهای پایانی رابین هود (۲۰۱۳)
- تمی (۲۰۱۴)
- تابستان پینگ پنگ (۲۰۱۴)
- صدا زدن (۲۰۱۴)
- درباره ری (۲۰۱۵)
- فضول (۲۰۱۵)
- زولندر ۲ (۲۰۱۶)
- مادران و دختران (۲۰۱۶)
- اسپارک (۲۰۱۶)
- کریسمس مادرهای بد (۲۰۱۷)
- مرگ و زندگی جان اف. دونوون (۲۰۱۸)
- باشگاه افعی (۲۰۱۸)
- وی‌اچ‌یس (۲۰۱۹)
- سیه‌پر (۲۰۱۹)
- جیزس می‌غلتاند (۲۰۲۰)
- بی‌باک (۲۰۲۰)
- شوک (۲۰۲۱)
- سوار بر عقاب (۲۰۲۱)
- خواب کوتاه (۲۰۲۲)
- شاید انجامش بدم (۲۰۲۳)
- سوسک آبی (۲۰۲۳)